# Manoel Joaquim Cabral de Mello
Manoel Joaquim Cabral de Mello, o Barão de São Francisco das Chagas (Santana do Garambéu - MG, 18 de janeiro de 1821 — São Francisco das Chagas do Campo Grande - MG, 6 de novembro de 1900) foi fazendeiro, chefe do partido liberal no 15° distrito , subdelegado de polícia , delegado, suplente de juiz municipal , militar  e nobre brasileiro.

## Biografia

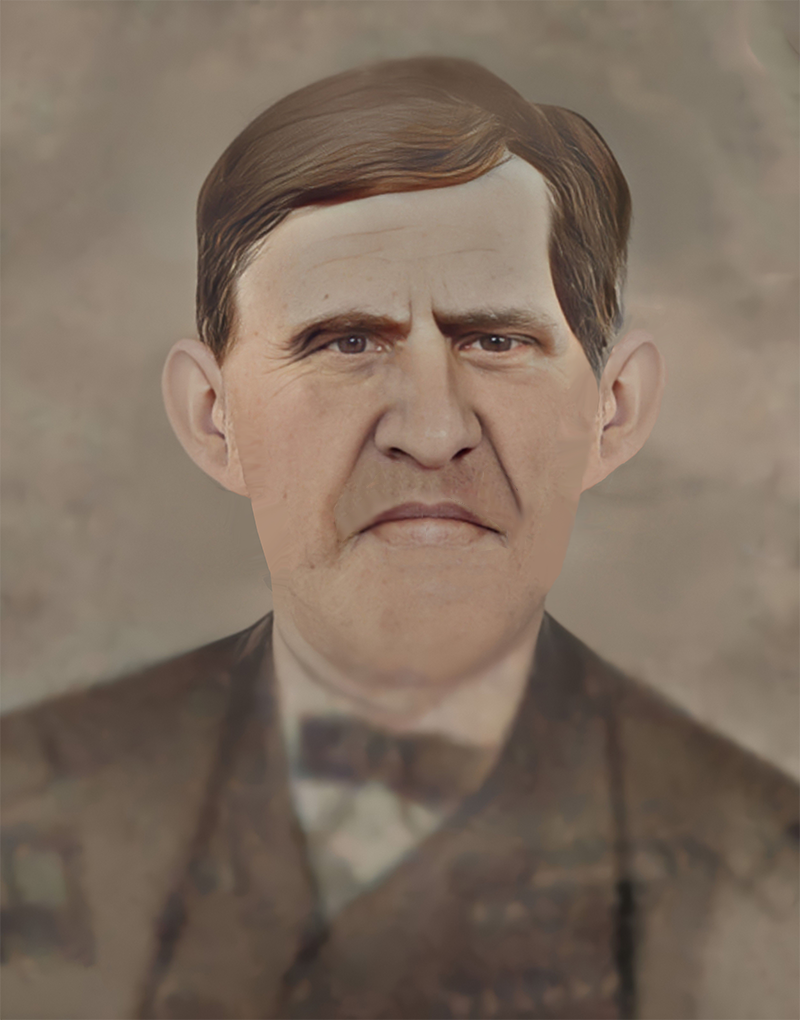
Retrato de Manoel Joaquim Cabral de Mello colorizado e melhorado digitalmente.

Nasceu em Santana do Garambéu - MG e foi batizado na capela da cidade pelo Reverendo Joaquim Rodrigues de Souza, seu tio-avô. Filho legítimo de José Maria Cabral de Mello, natural de Santana do Garambéu, em Minas Gerais e Albina Carolina Ribeiro Barbosa, natural de Bom Sucesso, também no estado de Minas Gerais.
Casou-se pela primeira vez com com Donância Felizarda de Jesus, falecida em 1883  e com ela teve uma filha chamada Silvéria Barbosa de Mello.
Contraiu segundas núpcias com Maria Bernarda de Jesus, falecida em 11 de dezembro de 1899  aos 33 anos. Com o casamento, passou a chamar-se Maria Bernarda de Mello e desta união nasceram 5 filhos: Donância Felizarda de Mello, Donância Maria de Mello, Maria Donância de Mello, Albina Donância de Mello e José Maria Cabral de Mello. As filhas do segundo casamento receberam o nome da primeira esposa.
Seu título de Barão foi agraciado por D. Pedro II pelo Decreto de 10 de Agosto de 1889.

## Morte
Faleceu em 6 de novembro de 1900 às dez horas da noite em sua residência na fazenda dos Arcos (denominada assim pelos grandes arcos de ferro que ficavam na entrada) localizada em São Francisco das Chagas do Campo Grande, hoje Rio Paranaíba (município).

## Ascendentes
| José Cabral de Mello | José Cabral de Mello | José Cabral de Mello | José Cabral de Mello | José Cabral de Mello | José Cabral de Mello |                            |                            |                            |                            |                            |                            | Quitéria Rodrigues de Souza | Quitéria Rodrigues de Souza | Quitéria Rodrigues de Souza | Quitéria Rodrigues de Souza | Quitéria Rodrigues de Souza    | Quitéria Rodrigues de Souza |  |  | Silvestre Ribeiro Barbosa | Silvestre Ribeiro Barbosa | Silvestre Ribeiro Barbosa | Silvestre Ribeiro Barbosa | Silvestre Ribeiro Barbosa | Silvestre Ribeiro Barbosa |                                 |                                 |                                 |                                 |                                 |                                 | Quitéria Maria Borges de Jesus | Quitéria Maria Borges de Jesus | Quitéria Maria Borges de Jesus | Quitéria Maria Borges de Jesus | Quitéria Maria Borges de Jesus | Quitéria Maria Borges de Jesus |  |  |
| José Cabral de Mello | José Cabral de Mello | José Cabral de Mello | José Cabral de Mello | José Cabral de Mello | José Cabral de Mello |                            |                            |                            |                            |                            |                            | Quitéria Rodrigues de Souza | Quitéria Rodrigues de Souza | Quitéria Rodrigues de Souza | Quitéria Rodrigues de Souza | Quitéria Rodrigues de Souza    | Quitéria Rodrigues de Souza |  |  | Silvestre Ribeiro Barbosa | Silvestre Ribeiro Barbosa | Silvestre Ribeiro Barbosa | Silvestre Ribeiro Barbosa | Silvestre Ribeiro Barbosa | Silvestre Ribeiro Barbosa |                                 |                                 |                                 |                                 |                                 |                                 | Quitéria Maria Borges de Jesus | Quitéria Maria Borges de Jesus | Quitéria Maria Borges de Jesus | Quitéria Maria Borges de Jesus | Quitéria Maria Borges de Jesus | Quitéria Maria Borges de Jesus |  |  |
|                      |                      |                      |                      |                      |                      |                            |                            |                            |                            |                            |                            |                             |                             |                             |                             |                                |                             |  |  |                           |                           |                           |                           |                           |                           |                                 |                                 |                                 |                                 |                                 |                                 |                                |                                |                                |                                |                                |                                |  |  |
|                      |                      |                      |                      |                      |                      | José Maria Cabral de Mello | José Maria Cabral de Mello | José Maria Cabral de Mello | José Maria Cabral de Mello | José Maria Cabral de Mello | José Maria Cabral de Mello |                             |                             |                             |                             |                                |                             |  |  |                           |                           |                           |                           |                           |                           | Albina Carolina Ribeiro Barbosa | Albina Carolina Ribeiro Barbosa | Albina Carolina Ribeiro Barbosa | Albina Carolina Ribeiro Barbosa | Albina Carolina Ribeiro Barbosa | Albina Carolina Ribeiro Barbosa |                                |                                |                                |                                |                                |                                |  |  |
|                      |                      |                      |                      |                      |                      | José Maria Cabral de Mello | José Maria Cabral de Mello | José Maria Cabral de Mello | José Maria Cabral de Mello | José Maria Cabral de Mello | José Maria Cabral de Mello |                             |                             |                             |                             |                                |                             |  |  |                           |                           |                           |                           |                           |                           | Albina Carolina Ribeiro Barbosa | Albina Carolina Ribeiro Barbosa | Albina Carolina Ribeiro Barbosa | Albina Carolina Ribeiro Barbosa | Albina Carolina Ribeiro Barbosa | Albina Carolina Ribeiro Barbosa |                                |                                |                                |                                |                                |                                |  |  |
|                      |                      |                      |                      |                      |                      |                            |                            |                            |                            |                            |                            |                             |                             |                             |                             |                                |                             |  |  |                           |                           |                           |                           |                           |                           |                                 |                                 |                                 |                                 |                                 |                                 |                                |                                |                                |                                |                                |                                |  |  |
|                      |                      |                      |                      |                      |                      |                            |                            |                            |                            |                            |                            |                             |                             |                             |                             | Manoel Joaquim Cabral de Mello |                             |  |  |                           |                           |                           |                           |                           |                           |                                 |                                 |                                 |                                 |                                 |                                 |                                |                                |                                |                                |                                |                                |  |  |